# Chézy (Allier)
Chézy és un municipi francès, situat al departament de l'Alier i a la regió d'Alvèrnia-Roine-Alps. L'any 2007 tenia 209 habitants.

## Demografia

### Població
El 2007 la població de fet de Chézy era de 209 persones. Hi havia 76 famílies de les quals 12 eren unipersonals (4 homes vivint sols i 8 dones vivint soles), 24 parelles sense fills, 36 parelles amb fills i 4 famílies monoparentals amb fills.
La població ha evolucionat segons el següent gràfic:
Habitants censats

### Habitatges
El 2007 hi havia 94 habitatges, 75 eren l'habitatge principal de la família, 2 eren segones residències i 17 estaven desocupats. 90 eren cases i 4 eren apartaments. Dels 75 habitatges principals, 51 estaven ocupats pels seus propietaris, 21 estaven llogats i ocupats pels llogaters i 3 estaven cedits a títol gratuït; 1 tenia dues cambres, 4 en tenien tres, 19 en tenien quatre i 51 en tenien cinc o més. 69 habitatges disposaven pel capbaix d'una plaça de pàrquing. A 30 habitatges hi havia un automòbil i a 44 n'hi havia dos o més.

### Piràmide de població
La piràmide de població per edats i sexe el 2009 era:
| Homes | Edats   | Dones |
| ----- | ------- | ----- |
| 0     | 95 o +  | 0     |
| 0     | 90 a 94 | 0     |
| 0     | 85 a 89 | 4     |
| 0     | 80 a 84 | 0     |
| 0     | 75 a 79 | 0     |
| 8     | 70 a 74 | 4     |
| 4     | 65 a 69 | 0     |
| 4     | 60 a 64 | 8     |
| 8     | 55 a 59 | 8     |
| 0     | 50 a 54 | 4     |
| 12    | 45 a 49 | 0     |
| 20    | 40 a 44 | 16    |
| 12    | 35 a 39 | 4     |
| 8     | 30 a 34 | 16    |
| 12    | 25 a 29 | 4     |
| 16    | 20 a 24 | 4     |
| 12    | 15 a 19 | 0     |
| 20    | 10 a 14 | 4     |
| 0     | 5 a 9   | 12    |
| 8     | 0 a 4   | 0     |

## Economia
El 2007 la població en edat de treballar era de 145 persones, 115 eren actives i 30 eren inactives. De les 115 persones actives 110 estaven ocupades (60 homes i 50 dones) i 5 estaven aturades (2 homes i 3 dones). De les 30 persones inactives 9 estaven jubilades, 13 estaven estudiant i 8 estaven classificades com a «altres inactius».

### Ingressos
El 2009 a Chézy hi havia 80 unitats fiscals que integraven 227 persones, la mediana anual d'ingressos fiscals per persona era de 19.230 €.

### Activitats econòmiques
Dels 8 establiments que hi havia el 2007, 3 eren d'empreses extractives, 1 d'una empresa de construcció, 1 d'una empresa de comerç i reparació d'automòbils, 1 d'una empresa d'hostatgeria i restauració, 1 d'una empresa de serveis i 1 d'una entitat de l'administració pública.
Dels 3 establiments de servei als particulars que hi havia el 2009, 1 era un taller de reparació d'automòbils i de material agrícola, 1 guixaire pintor i 1 restaurant.
L'any 2000 a Chézy hi havia 20 explotacions agrícoles que ocupaven un total de 2.380 hectàrees.

## Poblacions més properes
El següent diagrama mostra les poblacions més properes.